# Животный мир (альбом)
«Животный мир» — дебютный альбом Макса Коржа, выпущенный 1 мая 2012 года на лейбле «Respect Production». В начале апреля 2012 года был выпущен клип на песню «Небо поможет нам», который быстро стал хитом.

## Список композиций
| №                   | Название                                        | Длительность |
| ------------------- | ----------------------------------------------- | ------------ |
| 1.                  | «Мир моих снов»                                 | 2:28         |
| 2.                  | «Где твоя любовь?»                              | 2:53         |
| 3.                  | «Открой глаза»                                  | 2:51         |
| 4.                  | «Супер агент»                                   | 3:20         |
| 5.                  | «Уролог»                                        | 3:01         |
| 6.                  | «Чужая женщина»                                 | 5:23         |
| 7.                  | «Белый туман»                                   | 3:03         |
| 8.                  | «Мой друг»                                      | 2:47         |
| 9.                  | «Армия»                                         | 4:38         |
| 10.                 | «Наташа»                                        | 3:33         |
| 11.                 | «Молодым»                                       | 3:07         |
| 12.                 | «Папаша»                                        | 3:37         |
| 13.                 | «Где я!»                                        | 3:44         |
| 14.                 | «Небо поможет нам»                              | 3:28         |
| 15.                 | «В темноте»                                     | 3:03         |
| 16.                 | «Привет всем!»                                  | 1:06         |
| 17.                 | «Время» (при уч. Sasha Plus)                    | 4:11         |
| 18.                 | «Небо поможет нам (Remix)» (при уч. Sasha Plus) | 4:20         |
| Общая длительность: | Общая длительность:                             | 1:00:33      |

## Чарты
| Чарты (2014)         | Высшая позиция |
| -------------------- | -------------- |
| Россия (Google Play) | 6              |

## Премии и номинации
| Год  | Премия              | Номинация           | Результат | Ист.  |
| ---- | ------------------- | ------------------- | --------- | ----- |
| 2014 | «Премия RU.TV 2014» | Лучший R’n’B проект | Номинация | [ 7 ] |